# Hisaši Kaneko
Hisaši Kaneko (* 12. září 1959) je bývalý japonský fotbalista.

## Klubová kariéra
Hrával za Furukawa Electric.

## Reprezentační kariéra
Hisaši Kaneko odehrál za japonský národní tým v letech 1986-1987 celkem 7 reprezentačních utkání.

## Statistiky
| Japonsko | Japonsko | Japonsko |
| Roky     | Záp.     | Góly     |
| -------- | -------- | -------- |
| 1986     | 3        | 0        |
| 1987     | 4        | 1        |
| Celkem   | 7        | 1        |